# Campionati italiani maschili assoluti di atletica leggera 1941
I XXXII campionati italiani assoluti di atletica leggera si svolsero presso lo stadio Mussolini di Torino il 19 e 20 luglio 1941. Al termine di queste due giornate di gare la classifica per società vide trionfare la Pro Patria Oberdan Milano con 69 punti, seguita da Gruppo Sportivo Baracca Milano con 45,5 punti e ASSI Giglio Rosso di Firenze con 42 punti.
Furono migliorati due record italiani: Aristide Facchini abbassò quello dei 110 metri ostacoli portandolo a 14"4, mentre Teseo Taddia batté quello del lancio del martello con la misura di 51,96 m.
La gara della marcia 10 000 metri si tenne a Trieste il 3 agosto, contemporaneamente a quella dei 10 000 metri piani corsa a Piacenza insieme al campionato femminile della staffetta 4×100 metri; quelle dei 3000 metri siepi e del decathlon a Parma il 4 e 5 ottobre insieme ad altre gare maschili di contorno; le staffette si corsero invece allo stadio Walter Branchi di Parma il 6 luglio, anche in questo caso accompagnate da gare maschili di contorno.
Il titolo di campione italiano della maratona fu assegnato il 10 agosto a Roma, mentre quello della marcia 50 km fu assegnato il 7 settembre nel rione Baggio di Milano. Infine, il campionato italiano di maratonina si tenne il 4 maggio sulla pista dello stadio Giovanni Berta di Firenze con il nuovo primato nazionale sui 25 km ottenuto da Salvatore Costantino.

## Risultati

### Le gare del 19-20 luglio a Torino
| Specialità             | Oro                                                      | Prestazione | Argento                                               | Prestazione | Bronzo                                               | Prestazione |
| Corse                  |                                                          |             |                                                       |             |                                                      |             |
| 100 m                  | Carlo Monti Pro Patria Oberdan Milano                    | 10"5        | Orazio Mariani Gruppo Sportivo Baracca Milano         | 10"5        | Michele Tito Gruppi Sportivi Fiamme Gialle           | 10"6        |
| 200 m                  | Carlo Monti Pro Patria Oberdan Milano                    | 21"7        | Orazio Mariani Gruppo Sportivo Baracca Milano         | 21"7        | Edoardo Daelli Pro Patria Oberdan Milano             | 22"2        |
| 400 m                  | Mario Lanzi Gruppo Sportivo Baracca Milano               | 47"3        | Aldo Ferassutti Associazione Sportiva Udinese         | 48"6        | Roberto Croci ASSI Giglio Rosso                      | 49"8        |
| 800 m                  | Bruno Donnini ASSI Giglio Rosso                          | 1'52"2      | Gioacchino Dorascenzi Gruppo Sportivo Baracca Milano  | 1'52"5      | Giovanni Bard Dopolavoro FIAT Torino                 | 1'53"9      |
| 1500 m                 | Guerrino Vitale Gruppo Sportivo Tellini                  | 4'00"0      | Eraldo Colombo Gruppo Sportivo Baracca Milano         | 4'02"0      | Oscar Barletta GUF Roma                              | 4'02"0      |
| 5000 m                 | Giuseppe Beviacqua Fratellanza Ginnastica Savonese       | 14'52"4     | Salvatore Mastroieni Dopolavoro FIAT Torino           | 15'00"8     | Giovanni Torassa Fratellanza Ginnastica Savonese     | 15'04"8     |
| 110 m hs               | Aristide Facchini 6ª legione Milizia ferroviaria Bologna | 14"4        | Guido Gritti Gruppo Sportivo Baracca Milano           | 14"8        | Edoardo Eritale Pro Patria Oberdan Milano            | n/d         |
| 400 m hs               | Ottavio Missoni Pro Patria Oberdan Milano                | 53"3        | Giuseppe Fantone Pro Patria Oberdan Milano            | 54"6        | Guerino Colautti Società Sportiva Giovinezza Trieste | n/d         |
| Salti                  |                                                          |             |                                                       |             |                                                      |             |
| Salto in alto          | Alfredo Campagner Gruppo Sportivo Lane Rossi Schio       | 1,91 m      | Giuseppe Dettori Gruppo Sportivo Baracca Milano       | 1,85 m      | Giorgio Tanghetti GUF Torino                         | 1,85 m      |
| Salto con l'asta       | Dino Conchi Gruppo Sportivo Lane Rossi Schio             | 3,90 m      | Carlo Pozzoli Pro Patria Oberdan Milano               | 3,80 m      | Francesco Patrizi Gruppi Sportivi Fiamme Gialle      | 3,80 m      |
| Salto in lungo         | Fulvio Pellarini Società Sportiva Giovinezza Trieste     | 6,98 m      | Gino Pederzani 6ª legione Milizia ferroviaria Bologna | 6,91 m      | Arturo Maffei ASSI Giglio Rosso                      | 6,88 m      |
| Salto triplo           | Fulvio Pellarini Società Sportiva Giovinezza Trieste     | 14,07 m     | Piero Pieracci ASSI Giglio Rosso                      | 13,81 m     | Giancarlo Borghi GUF Milano                          | 13,74 m     |
| Lanci                  |                                                          |             |                                                       |             |                                                      |             |
| Getto del peso         | Angiolo Profeti ASSI Giglio Rosso                        | 14,84 m     | Enea Bertocchi 6ª legione Milizia ferroviaria Bologna | 14,55 m     | Alberto Paolone Gruppo Sportivo Carnaro Fiume        | 13,73 m     |
| Lancio del disco       | Adolfo Consolini Pro Patria Oberdan Milano               | 49,51 m     | Ruggero Biancani Virtus Bologna Sportiva              | 46,06 m     | Danilo Cereali Gruppi Sportivi Fiamme Gialle         | 43,83 m     |
| Lancio del martello    | Teseo Taddia Gruppo Sportivo Baracca Milano              | 51,96 m     | Mario Sargiano Fratellanza Ginnastica Savonese        | 45,87 m     | Danilo Cereali Gruppi Sportivi Fiamme Gialle         | 45,66 m     |
| Lancio del giavellotto | Bruno Rossi Virtus Bologna Sportiva                      | 62,33 m     | Raffaele Drei Pro Patria Oberdan Milano               | 58,16 m     | Amos Matteucci Pro Patria Oberdan Milano             | 57,03 m     |

### La mezza maratona del 4 maggio a Firenze
| Specialità                      | Oro                             | Prestazione | Argento                                     | Prestazione | Bronzo                                  | Prestazione |
| Mezza maratona (25 km su pista) | Salvatore Costantino GUF Napoli | 1h25'07"4   | Ettore Padovani Fondazione Bentegodi Verona | 1h25'38"4   | Romano Maffeis Società Sportiva Bergamo |             |

### Le staffette del 6 luglio a Parma
| Specialità        | Oro                                                                                 | Prestazione | Argento                                | Prestazione | Bronzo                      | Prestazione |
| Staffetta 4×100 m | Pro Patria Oberdan Milano Carlo Monti Enrico Perucconi Edoardo Daelli Luigi Bettini | 41"7        | 6ª legione Milizia ferroviaria Bologna | 42"3        | ASSI Giglio Rosso           |             |
| Staffetta 4×400 m | SG Baracca Milano Mario Lanzi Gioacchino Dorascenzi Carlo Guasconi Armando Pennati  | 3'20"2      | Pro Patria Oberdan Milano              | 3'22"0      | Fondazione Bentegodi Verona |             |

### I 10000 metri piani del 3 agosto a Piacenza
| Specialità | Oro                                              | Prestazione | Argento                          | Prestazione | Bronzo                                           | Prestazione |
| 10 000 m   | Giovanni Cultrone Gruppo Sportivo Baracca Milano | 32'08"2     | Giuseppe Lippi ASSI Giglio Rosso | 32'33"8     | Giovanni Torassa Fratellanza Ginnastica Savonese | 32'41"4     |

### La marcia 10000 metri del 3 agosto a Trieste
| Specialità      | Oro                                                        | Prestazione | Argento                                          | Prestazione | Bronzo                                      | Prestazione |
| Marcia 10 000 m | Giuseppe Kressevich 5ª legione Milizia ferroviaria Trieste | 48'8"0      | Giuseppe Malaspina Dopolavoro ferroviario Milano | 48'56"0     | Malerba Società Ginnastica Costantino Reyer | 49'02"0     |

### La maratona del 10 agosto a Roma
| Specialità | Oro                                     | Prestazione | Argento                                          | Prestazione | Bronzo                              | Prestazione |
| Maratona   | Romano Maffeis Società Sportiva Bergamo | 2h47'23"2   | Giovanni Balbusso Gruppo Sportivo Baracca Milano | 2h53'15"2   | Angelo Lucidi Vigili del fuoco Roma | 2h53'39"4   |

### La marcia 50 km del 7 settembre a Milano
| Specialità   | Oro                                              | Prestazione | Argento                                                   | Prestazione | Bronzo                                      | Prestazione |
| Marcia 50 km | Giuseppe Malaspina Dopolavoro ferroviario Milano | 4h42'41"2   | Alighiero Guglielmi 4ª legione Milizia ferroviaria Verona | 4h53'44"4   | Luciano Crola Dopolavoro ferroviario Milano | 4h55'40"8   |

### Le gare del 4-5 ottobre a Parma
| Specialità   | Oro                                                | Prestazione | Argento                                       | Prestazione | Bronzo                                                 | Prestazione |
| 3000 m siepi | Giovanni Cultrone Gruppo Sportivo Baracca Milano   | 9'36"6      | Giuseppe Lippi ASSI Giglio Rosso              |             | Carlo Bertocchi 6ª legione Milizia ferroviaria Bologna |             |
| Decathlon    | Armando Ossena Società Ginnastica Costantino Reyer | 6452 p.     | Alberto Paolone Gruppo Sportivo Carnaro Fiume | 5995 p.     | Gervasio Bastino Dopolavoro FIAT Torino                | 5927 p.     |